# Мода-центр
«Мода-центр» (англ. Moda Center), ранее известный как «Роуз-гарден» (англ. Rose Garden, розовый сад) — главная спортивная арена в Портленде, Орегон, США. Предназначена для проведения спортивных соревнований по различным видам спорта, таких как баскетбол, хоккей с шайбой, лакросс, а также для проведения различных мероприятий: ледовые шоу, родео, конвенты, цирковые выступления, музыкальные концерты и др. Вместимость арены для баскетбольных матчей составляет 20 630 человек.
Владельцем является компания Vulcan Inc., хозяин которой Пол Аллен. Управляет ареной компания Anschutz Entertainment Group. «Мода-центр» является домашним стадионом для команды «Портленд Трэйл Блэйзерс» Национальной баскетбольной ассоциации, которая тоже принадлежит Полу Аллену. Кроме «Трэйл Блэйзерс» на арене играют свои домашние игры несколько профессиональных команд Портленда, а также мужская команда по баскетболу местного государственного университета.
Возведение «Мода-центра» началось в 1993 году, а открытие состоялось в октябре 1995 года. Стоимость строительства составила 262 млн долларов. Строительство финансировалось из нескольких источников: бюджет города, личное состояние Аллена, а также облигации, выпущенные на сумму 155 млн долл. консорциумом инвестиционных фондов и страховых компаний. В 2007 году Аллен выкупил арену у кредиторов.

## Параметры

### Архитектура
«Роуз-гарден» представляет собой сборную железобетонно-каркасную конструкцию c каркасной крышей из стали. Площадь арены составляет 79 200 м², разделённых на восемь уровней, пять из которых открыты для посетителей. Высота арены от площадки до седлообразной крыши — 43 метра. На строительство ушло 37 000 м³ бетона и более 8800 тонн стали. На облицовку здания использовано 2700 м² стекла, 17 500 м² штукатурки, 4800 м² сборных декоративных бетонных изделий, 3600 м² изоляционных материалов и 1268,5 м² стальных жалюзи. Проект арены, разработанный фирмой Ellerbe Becket, сильно критиковался портлендским архитектурным сообществом и впоследствии «Роуз-гарден» был включён в список пяти самых уродливых зданий в Портленде.
Внутри здание выполнено в бело-красно-чёрных тонах, цветах команды «Трэйл Блэйзерс». На стенах висят картины с именами и лицами людей, внесённых в Зал славы «Блэйзерс». Под крышей «Роуз-гарден» свисают флаги с закреплёнными номерами клуба, которые принадлежали выдающимся игрокам команды. Напротив них, с другой стороны арены, висит флаг, посвящённый чемпионству «Трэйл Блэйзерс» в 1977 году.

### Вместимость

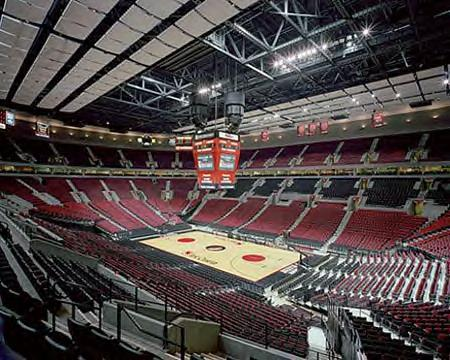
Роуз-гарден в 2001 году

Вместимость арены составляет 14 000 постоянных мест. 1540 человек могут располагаться в 70 специальных ложах для VIP персон. В зависимости от конфигурации арены, может быть установлено дополнительно 4200 переносных мест. Во время баскетбольных матчей арена может принять 19 980 человек, а со стоячими местами — 20 580. Вместимость арены была уменьшена перед сезоном НБА 1998 года с 21 400 до 19 980. Во время хоккейных матчей и соревнований по лакроссу арена может принять 17 544 человека.
Арена разделена на два яруса. Нижний ярус разделён на 100 (разделённый на секторы от 101 до 122) и 200 (сектора 201—230) уровни, а верхний — 300 (сектора 301—334) уровень. Между двумя ярусами располагаются VIP-ложи.
Средняя цена билетов в 2005—2006 годах составляла 42,59, а в 2007—2008 годах — 47,34 долл. Fan Cost Index (средняя оценочная стоимость посещения мероприятия семьёй из четырёх человек, включающая в себя цену на билеты, парковку, еду, напитки и пару сувениров) составила 232,86 и 251,86 долл. соответственно.

### VIP-ложи и апартаменты
На арене находится 70 специальных VIP-лож (skyboxes), вместимостью по 22 человека каждая. Каждая ложа представляет собой отдельное помещение с баром, кондиционером, туалетом, несколькими телевизионными мониторами и звуковой системой. VIP-ложи могут быть арендованы как на год, так и на отдельную игру. Аренда VIP-лож на год даёт право на посещение всех мероприятий в «Роуз-гарден». Арена также располагает модульным апартаментом, который может быть сконфигурирован как два 44-местных бокса (Super Suites) или как один 88-местный бокс (Mega suite).

### Театр туч
Для небольших мероприятий арена может быть переделана в так называемый «Театр туч» (англ. "Theater of the Clouds"). В такой конфигурации сцена располагается посредине поля и используется только западная часть арены. Специальные шторы опускаются с потолка до самого пола, чтобы скрыть неиспользуемые части арены для создания более интимной атмосферы. В 2004 году 1 из 10 мероприятий в году проходило в «Театре туч». При такой конфигурации вместимость составляет 6500 человек и могут использоваться 16 VIP-лож.

### Акустика
Уникальной особенностью арены является так называемое «акустическое облако». Акустическое облако представляет собой 160 вращающихся акустических панелей, подвешенных к потолку «Роуз-гарден». Эти панели позволяют воссоздать рёв, который был на стадионе «Memorial Coliseum», одной из самых громких арен НБА. Одна сторона панели отражает звук, в то время как другая поглощает его. Каждая панель имеет размер 3 на 3 метра и имеет форму самолётного крыла, толщиной 20 сантиметров в середине и 10 сантиметров по краям. Таким образом, во время игр, шум верхних уровней арены поглощается и отражается вниз к площадке. Эта система уникальна и является единственной для подобных арен в мире.
Панели позволяют регулировать акустику арены для различных мероприятий. Для небольших мероприятий, где используются только нижние уровни арены, панели могут быть опущены для улучшения звука и создания более тесной атмосферы на арене. Стоимость создания и установки акустического облака составила 2 млн долларов. На арене также установлена аудиосистема JBL.

### Защита окружающей среды
В 2010 году Совет по Архитектуре и Строительству Экологически Чистых Зданий в США (англ. US Green Building Council) присудил арене рейтинг «LEED Gold». Это стало возможным после проведения ряда модификаций и мероприятий по защите окружающей среды. Среди них:
- переработка отходов. Около 60 % отходов подвергается переработке, а не выбрасывается на свалку;
- уменьшение потребления электроэнергии;
- энергия от возобновляемых источников. Арена заключила договор с компаниями Pacific Power и NW Natural о покупке энергии от возобновляемых источников;
- установка нового оборудования для уменьшения потребления воды;
- строительство новых парковок для велосипедов;
- использование упаковок и контейнеров для еды из переработанного сырья[12][13].

## Арендаторы
Основным арендатором арены является команда «Портленд Трэйл Блэйзерс» из НБА. У «Трэйл Блэйзерс» и «Роуз-гарден» подписан контракт на аренду до 2025 года. Муниципалитет Портленда также подписал контракт с командой, по которому она обязуется играть домашние игры в Портленде (необязательно в «Роуз-гардене») до 2023 года.
На арене также проводят свои домашние игры команда «Портленд Уинтерхокс» из Западной хоккейной лиги, которая ранее, как и «Трэйл Блэйзерс» играла в «Memorial Coliseum» и переехала в «Роуз-гарден» после его открытия в 1995 году. Однако «Винтерхокс» играют домашние игры как в «Memorial Coliseum», так и в «Роуз-гарден». Арена может принимать и игры НХЛ, и одно время ходили слухи, что в Портленде будет своя команда, однако этого так и не произошло. В 2006—2009 годах на этой арене играли свои домашние игры «Портленд Ламберджэк» из Национальной лиги лакросса, пока в 2009 году команда не была расформирована.
Арену арендовали также несколько команд из разных низших лиг. В 1997 году из Мемфиса в Портленд переехала команда из AFL и до 1999 года играла домашние игры в «Роуз-гарден» под названием «Портленд Форест Драгонс». В 1999 году команда переехала в Оклахома-сити. C 2000 по 2003 год в «Роуз-гарден» играла ныне несуществующая команда «Портленд Фаер» из Женской национальной баскетбольной ассоциации. В прошлом арену также арендовала мужская баскетбольная команда «Портленд Стэйт Викингс», которая сейчас играет в «Скотт центре».
«Роуз-гарден» также принимает PBR Built Ford Tough Series — соревнования по езде на быках.

## История
В 1980-х годах популярность Национальной баскетбольной ассоциации резко возросла, и стало ясно, что 12 888 мест в «Memorial Coliseum», в котором в то время играл свои домашние игры «Портленд Трэйл Блэйзерс», больше не хватает. Начиная с 5 апреля 1977 года «Трэйл Блэйзерс» распродавали полностью все билеты на свои домашние игры. В 1988 году команду купил Пол Аллен, после чего команда выходила в финал чемпионата в 1990 и 1992 годах. Вскоре Аллен решил построить новую арену для своей команды и в 1991 году основал Oregon Arena Corporation, частную компанию, в которой Аллен был единственным акционером, для строительства и управления новой арены. Вскоре команда договорилась с городом Портленд о строительстве нового мультифункционального комплекса рядом с «Memorial Coliseum».

### Название

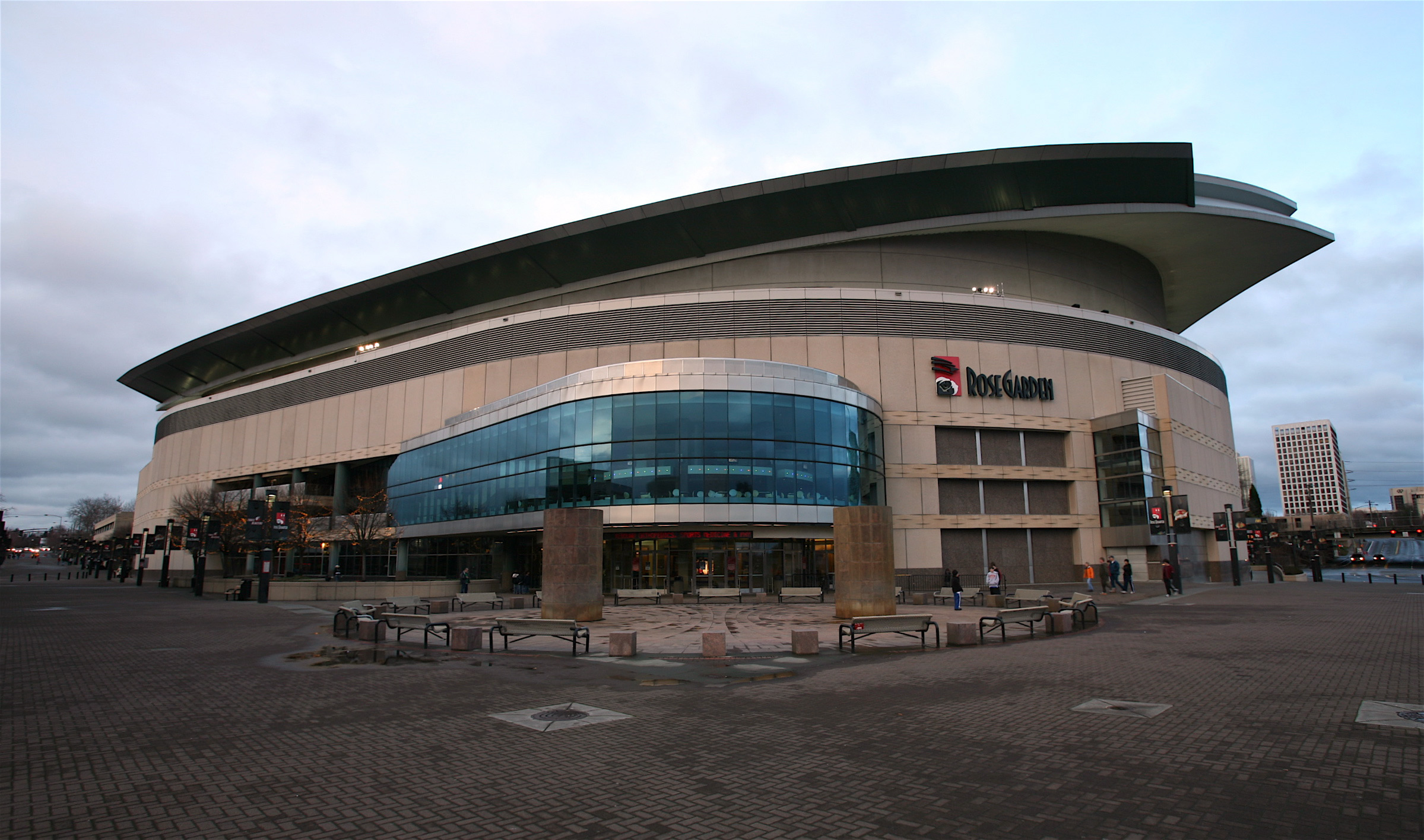
Внешний вид Роуз-гарден

Официальное название объекта «Роуз-гарден», однако, обычно его называют «Роуз-гарден-арена», чтобы отличать от «Международного парка исследования роз» (англ. International Rose Test Garden), который также расположен в Портленде. Название было выбрано по двум причинам. Во-первых, чтобы отразить репутацию Портленда, как города роз. Во-вторых, чтобы отразить важность баскетбольных традиций «Бостон-гарден» и «Медисон-сквер-гарден» — арен в Бостоне и Нью-Йорке соответственно. После того, как новое название было выбрано, район возле арены стали называть «Rose Quarter».
12 декабря 2007 года «Трэйл Блэйзерс» и Vulcan объявили о намерении, о продаже прав на название арены. До 2013 года «Роуз-гарден» являлся одной из немногих арен, права на название которых не проданы. 13 августа 2013 года «Трэйл Блэйзерс» объявили о заключении 10-летнего контракта с компанией Moda Health, согласно которому арена будет называться «Мода-центр».
Владельцем «Роуз-гарден» является компания Vulcan Sports and Entertainment, принадлежащая Полу Аллену, которая управляет собственностью Аллена, связанной со спортом. Президентом Vulcan Sports and Entertainment является Тод Лейвек. Управлением и эксплуатацией «Роуз-гарден» и других объектов в Rose Quarter занимается компания Global Spectrum. В «Роуз-гарден» работает 75 человек с полным рабочим днём, и около 700 человек с частичной занятостью. Генеральным менеджером арены является Майк Сканлон. Global Spectrum была первой компанией, которую наняли для обслуживания арены, после того, как Аллен потерял права на владение в связи с процедурой банкротства, однако Аллен впоследствии выкупил «Роуз-гарден» у кредиторов. До банкротства ареной управляла компания Oregon Arena Corporation.

### Финансирование
Финансирование арены было разрекламировано как хороший пример сотрудничества государства с частными компаниями, так как большую часть средств в строительство арены вложили Аллен и его компании, а не налогоплательщики. Большая часть стоимости строительства (155 из 262 млн долл.) была получена с помощью займа у консорциума кредиторов. Так как Аллен отказался гарантировать заём своими личными сбережениями, кредиторы установили процентную ставку в 8,99 % без возможности досрочной оплаты. Другими крупными кредиторами стали Prudential Insurance и Farmers Insurance.
Остальную часть средств заплатил муниципалитет города Портленд (34,5 млн.), Аллен (46 млн.) и 10 млн были получены по облигациям, гарантированными будущими доходами от аренды помещений и парковки. Вдобавок город передал Аллену землю, которую занимает стадион. Хотя город и оставил за собой право собственности на «Memorial Coliseum» и прилегающие парковки, управление ими было также передано Аллену. В обмен на это Аллен подписал 30-летний контракт с городом, гарантирующий, что «Трэйл Блэйзерс» будут играть все домашние игры в Портленде. Таким образом, город надеялся, что строительство арены приведёт инвестиции в реконструкцию и развитие района Rose Quarter.

### Строительство и открытие
Строительство арены началось в 1993 году, а открытие состоялось 12 октября 1995 года. Строительство арены включало в себя также самую большую на тот момент программу по переработке отходов, полученных в процессе строительства. В ходе этой программы было переработано 36 000 тонн строительного мусора и 340 000 тонн земли, что позволило Oregon Arena Corporation сэкономить более 127 000 долларов. Позже этот проект получил награду города по защите окружающей среды.
Первый концерт в «Роуз-гарден» состоялся спустя две недели после открытия. 25 октября с концертом выступили Дэвид Боуи и Nine Inch Nails. Первый домашний матч на новой арене в регулярном чемпионате НБА «Трэйл Блэйзерс» сыграли 3 ноября 1995 года против «Ванкувер Гриззлис», проиграв со счётом 80-92. Первоначально вместимость арены составляла 20 340 человек, однако была уменьшена до 19 980 в результате модификаций арены. В настоящее время арена соответствует всем современным нормам. USA Today в своём обзоре 2005 года поставило «Роуз-гарден» на 15 место среди 29 баскетбольных арен, однако газета учитывала в основном факторы, не относящиеся к самому сооружению (стоимость билетов, предлагаемые развлечения) при составлении рейтинга.
После открытия, арена стала объектом для нескольких судебных исков, связанных с «Законом о защите прав граждан с ограниченными возможностями» (ADA). Первый иск (Соединённые штаты против Ellerbe Becket, Inc.) был подан Министерством юстиции США на архитектора Ellerbe-Becket, другой иск (Independent Living Resources против Oregon Arena Corporation) был подан адвокатской компанией по защите прав граждан с ограниченными возможностями на Oregon Arena Corporation. Оба иска утверждали, что «Роуз-гарден» (и другие объекты, спроектированные Ellerbe Becket) не обеспечивают местами людей на инвалидных колясках или обзор для таких людей затруднён стоячими местами перед ними. Первый иск был урегулирован с условием, что Ellerbe Becket согласились разрабатывать будущие проекты в соответствии с ADA. Иск против Oregon Arena Corp был урегулирован в 1998 году, когда OAC согласилась установить более сотни приподнятых мест, которые позволят людям в инвалидных колясках видеть поверх людей, стоящих впереди.

### Банкротство Oregon Arena Corporation
В связи с кризисом в экономике, доходы арены сократились, что привело к невозможности выплаты платежей по кредитам, взятых на финансирование строительства «Роуз-гарден». 27 февраля 2004 года Oregon Arena Corporation объявила о своём банкротстве. 8 ноября суд США по делам о банкротстве (англ. United States bankruptcy court) передал «Роуз-гарден» её кредиторам, которые создали новую компанию Portland Arena Management (PAM) для осуществления руководства. PAM в свою очередь наняла компанию Global Spectrum для управления ареной.
«Трэйл Блэйзерс» подали несколько жалоб на «плохую экономическую модель» нового управляющего. Также было много спекуляций, что «Трэйл Блэйзерс» могут покинуть арену. Летом 2006 года команда была выставлена на продажу, однако спустя несколько месяцев была снята. В начале 2007 года Аллен и кредиторы достигли соглашения, по которому Аллен выкупил арену. После слухов, что Аллен собирается нанять компанию Anschutz Entertainment Group (AEG) для управления ареной, чтобы заменить Global Spectrum, управление ареной проголосовало за продление контракта с Global Spectrum ещё на один год. В сентябре 2007 года Global Spectrum объявило о реконструкции арены, цена которой составит 13 миллионов долларов.
В июне 2008 года было объявлено, что «Трэйл Блэйзерс» подписали пятилетний контракт с AEG. С 1 июля AEG управляет Rose Quarter.

### События

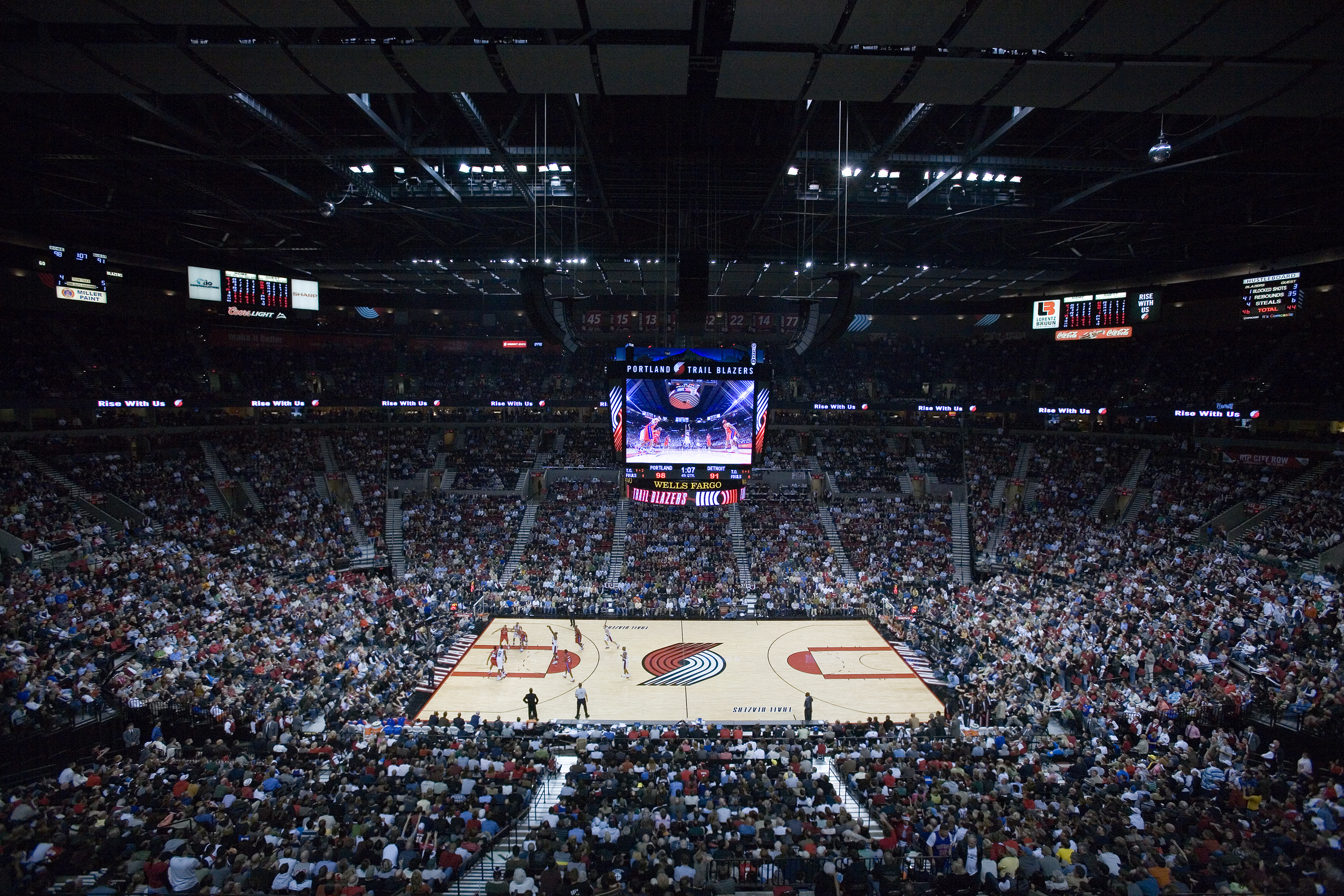
Арена во время игр Трэйл Блэйзерс

Хотя «Роуз-гарден» никогда не принимал финальные игры чемпионата НБА (Портленд последний раз выходил в финал в 1992 году, за три года до открытия «Роуз-гарден»), арена дважды принимала финальные игры Восточной конференции НБА в 1999 и 2000 годах. В 1999 года Трэйл Блэйзерс проиграли Сан-Антонио Спёрс, в 2000 году Лос-Анджелес Лейкерс. Обе эти команды впоследствии стали чемпионами НБА. «Роуз-гарден» также никогда не принимал матч всех звёзд НБА, одной из причин этого называют малое количество гостиниц вблизи арены, а также отсутствие в городе гостиницы, которая смогла бы принять всю делегацию НБА целиком.
В 2004 году Портленд был выбран одним из пяти городов в США для проведения Dew Action Sports Tour, нового соревнования по экстремальным видам спорта. Мероприятие прошло с 17 по 21 августа 2005 года в Rose Quarter и называлось Vans Invitational. Спустя три года Dew Action Sports снова проходил в Портленде. Зимой 2005 года в Rose Quarter проходил чемпионат США по фигурному катанию, который посетили около 100 тыс. зрителей. 10 марта 2007 года «Роуз-гарден» принимал матч всех звёзд НЛЛ. В 2009 году — первый и второй туры мужского чемпионата по баскетболу Национальной ассоциации студенческого спорта. В 1998 году на арене выступал с речью Президент США Билл Клинтон. 11 января 2000 года здесь прошёл концерт группы TLC в рамках концертного тура FanMail Tour. «Роуз-гарден» принимал два шоу World Wrestling Entertainment — WWE Unforgiven 2004 и WWE No Mercy 2008. На арене выступали с концертами Metallica, Билли Джоэл и Элтон Джон, The Eagles, Lil Wayne, Брюс Спрингстин, Майли Сайрус, Kiss, Селин Дион и многие другие исполнители.

## Посещаемость арены
Рекорд посещаемости арены для баскетбольных матчей был установлен в 1996 году. Домашнюю игру «Трэйл Блэйзерс» пришло посмотреть 21 567 человек. Средняя посещаемость игр «Трэйл Блэйзерс» одна из самых больших в НБА, и в последних трёх сезонах «Роуз-гарден» входил в тройку самых посещаемых арен лиги.
15 марта 1997 года «Роуз-гарден» и «Уинтерхокс» установили рекорд посещаемости для Западной хоккейной лиги. Игру «Уинтерхокс» и «Сиэтл Тандербёрдз», окончившуюся со счётом 6:6, посетило 19 103 человек.
| Посещаемость арены во время домашних игр «Трэйл Блэйзерс» в регулярном чемпионате в 1995—2016 годах | Посещаемость арены во время домашних игр «Трэйл Блэйзерс» в регулярном чемпионате в 1995—2016 годах | Посещаемость арены во время домашних игр «Трэйл Блэйзерс» в регулярном чемпионате в 1995—2016 годах | Посещаемость арены во время домашних игр «Трэйл Блэйзерс» в регулярном чемпионате в 1995—2016 годах | Посещаемость арены во время домашних игр «Трэйл Блэйзерс» в регулярном чемпионате в 1995—2016 годах |
| --------------------------------------------------------------------------------------------------- | --------------------------------------------------------------------------------------------------- | --------------------------------------------------------------------------------------------------- | --------------------------------------------------------------------------------------------------- | --------------------------------------------------------------------------------------------------- |
| Год                                                                                                 | Всего                                                                                               | Средняя                                                                                             | Игр                                                                                                 | Примечания                                                                                          |
| 1995/96                                                                                             | 850 338                                                                                             | 20 740                                                                                              | 41                                                                                                  | Первый сезон в «Роуз-гарден»                                                                        |
| 1996/97                                                                                             | 852 799                                                                                             | 20 800                                                                                              | 41                                                                                                  | |
| 1997/98                                                                                             | 843 647                                                                                             | 20 577                                                                                              | 41                                                                                                  | |
| 1998/99                                                                                             | 486 556                                                                                             | 19 462                                                                                              | 25                                                                                                  | Укороченный сезон из-за локаута. Выход команды в финал конференции                                  |
| 1999/00                                                                                             | 835 078                                                                                             | 20 368                                                                                              | 41                                                                                                  | Выход команды в финал конференции                                                                   |
| 2000/01                                                                                             | 831 376                                                                                             | 20 277                                                                                              | 41                                                                                                  | |
| 2001/02                                                                                             | 797 821                                                                                             | 19 459                                                                                              | 41                                                                                                  | |
| 2002/03                                                                                             | 796 258                                                                                             | 19 421                                                                                              | 41                                                                                                  | |
| 2003/04                                                                                             | 684 038                                                                                             | 16 684                                                                                              | 41                                                                                                  | |
| 2004/05                                                                                             | 680 374                                                                                             | 16 594                                                                                              | 41                                                                                                  | Банкротство «Роуз-гарден»                                                                           |
| 2005/06                                                                                             | 617 199                                                                                             | 15 053                                                                                              | 41                                                                                                  | Худший сезон в истории НБА (21-61)                                                                  |
| 2006/07                                                                                             | 670 778                                                                                             | 16 360                                                                                              | 41                                                                                                  | |
| 2007/08                                                                                             | 580 017                                                                                             | 19 334                                                                                              | 30                                                                                                  | Грег Оден выбран под № 1 в драфте, однако, из-за травмы вынужден пропустить целый сезон             |
| 2008/09                                                                                             | 841 499                                                                                             | 20 524                                                                                              | 41                                                                                                  | |
| 2009/10                                                                                             | 840 411                                                                                             | 20 497                                                                                              | 41                                                                                                  | |
| 2010/11                                                                                             | 840 924                                                                                             | 20 510                                                                                              | 41                                                                                                  | |
| 2011/12                                                                                             | 676 384                                                                                             | 20 496                                                                                              | 33                                                                                                  | Укороченный сезон из-за локаута                                                                     |
| 2012/13                                                                                             | 813 012                                                                                             | 19 829                                                                                              | 41                                                                                                  | |
| 2013/14                                                                                             | 809 612                                                                                             | 19 746                                                                                              | 41                                                                                                  | |
| 2014/15                                                                                             | 801 733                                                                                             | 19 554                                                                                              | 41                                                                                                  | |
| 2015/16                                                                                             | 794 085                                                                                             | 19 367                                                                                              | 41                                                                                                  | |
| 2016/17                                                                                             | 792 029                                                                                             | 19 317                                                                                              | 41                                                                                                  | |
| 2017/18                                                                                             | 795 328                                                                                             | 19 398                                                                                              | 41                                                                                                  | |

## Rose Quarter
«Роуз-гарден» входит в комплекс зданий, расположенных на Rose Quarter. Рядом с ареной располагается другой многофункциональный комплекс «Memorial Coliseum». Между двумя аренами находится One Center Court (торгово-развлекательный комплекс), выставочный центр и гелипорт. К зданию примыкает несколько парковок, а одна из парковок встроена в здание. Вместимость парковки составляет более 2500 машиномест. Стоимость парковки зависит от мероприятия, проходящего на арене и составляет от 8 до 15 долл.. От остальных зданий арену отделяет развлекательный комплекс, в котором люди могут отдохнуть до или после игры. Перед главным входом расположено несколько фонтанов. Рядом с ареной проходит трасса 5, а с другой стороны протекает река Вилламетт. Рядом с ареной находятся несколько станций наземного метро.